# Vince Gilligan
George Vincent »Vince« Gilligan, Jr., ameriški scenarist, producent in režiser, * 10. februar 1967, Richmond, Virginija, Združene države Amerike.
Najbolj je znan po svojem delu za televizijo, sprva kot scenarist in producent pri TV-seriji Dosjeji X, kasneje pa kot avtor, scenarist, producent in režiser serije Kriva pota, ki jo je med letoma 2008 in 2013 predvajala televizijska mreža AMC. Gilligan je ustvaril tudi njen spin-off, serijo Better Call Saul, ki so jo pri AMC pričeli predvajati leta 2015.
Poleg tega je avtor ali soavtor scenarijev za nekaj filmov, najbolj znan od katerih je Hancock (2008).